# Nico Williams
Artikeln följer den spanska namnseden; faderns efternamn är Williams och moderns efternamn Arthuer.
Nicholas "Nico" Williams Arthuer, född 12 juli 2002 i Pamplona, är en spansk fotbollsspelare som spelar för Athletic Bilbao och Spaniens landslag.

## Landslagskarriär
Williams debuterade för Spaniens landslag den 24 september 2022 i en match mot Schweiz.
I november 2022 blev Williams uttagen i Spaniens trupp till VM 2022.

## Privatliv
Williams föddes i Spanien av ghananska föräldrar. Nicos äldre bror, Iñaki Williams, är även han fotbollsspelare i Athletic Bilbao.